# Hyloscirtus charazani
Hyloscirtus charazani és una espècie de granota de la família dels hílids. Es troba als vessants orientals dels Andes del nord-oest de Bolívia i es coneix de la seva localitat tipus a Charazani i del Riu Pomasi, a Huasawaico, Província de Saavedra, Departament de La Paz. Hi ha una cita addicional de Waleke, Cantó de Charazani. Viu entre els 2.700 i 3.200 metres d'altitud.
És una espècie aquàtica i terrestre i habita els rierols de les valls dels Andes. Es reprodueix en aquests rierols, en els que creixen les larves, adaptades a aquests hàbitats gràcies al seu cos robust, la seva cua amb musculatura forta, l'augment del nombre de files de dents labials, etc.